# Juan Aretio
 (septembre 2014).
Si vous disposez d'ouvrages ou d'articles de référence ou si vous connaissez des sites web de qualité traitant du thème abordé ici, merci de compléter l'article en donnant les références utiles à sa vérifiabilité et en les liant à la section « Notes et références ».
Juan Rodríguez Aretio, plus connu comme Juan Aretio, né le 10 juillet 1922 à El Ferrol (Galice, Espagne) et mort le 23 septembre 1973 à Saint-Jacques-de-Compostelle (Galice, Espagne), est un footballeur espagnol reconverti en entraîneur. Il jouait au poste de milieu de terrain.

## Biographie
Juan Aretio débute au Celta de Vigo en 1943 où il joue jusqu'en 1949. En 1949, il est recruté par le FC Barcelone où il ne reste qu'une saison.
En 1950, il joue au Real Murcie. Entre 1951 et 1953, il joue avec le Sporting de Gijón. En 1953, Aretio retourne au Celta où il met un terme à sa carrière de joueur en 1954.
Il devient entraîneur du Celta. Par la suite, il entraîne aussi le Recreativo de Huelva, l'UD Melilla et le Real Oviedo (saison 1966-1967).
Il meurt en septembre 1973, à l'âge de 51 ans.